# Psaliodes ignivenata
Psaliodes ignivenata là một loài bướm đêm trong họ Geometridae.